# Mycteromyia philippii
Mycteromyia philippii är en tvåvingeart som beskrevs av Philip 1958. Mycteromyia philippii ingår i släktet Mycteromyia och familjen bromsar. Inga underarter finns listade i Catalogue of Life.